# Vektorová grafika

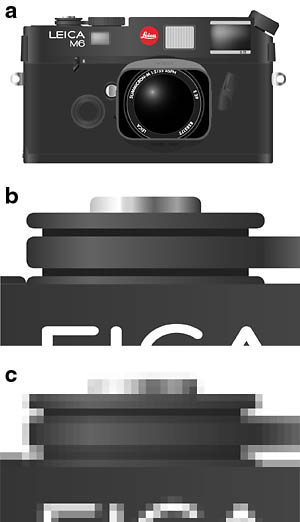
Ukázka efektivity vektorové grafiky při
zvětšování: (a) originální vektorový obrázek; (b) zvětšeno 8× jako vektorový obrázek; (c) zvětšeno 8x jako rastrový obrázek.

Vektorová grafika je jeden ze dvou základních způsobů reprezentace obrazových informací v počítačové grafice. Zatímco v rastrové grafice je celý obrázek popsán pomocí hodnot jednotlivých barevných bodů (pixelů) uspořádaných do pravoúhlé mřížky, vektorový obrázek je složen ze základních, přesně definovaných útvarů, jako jsou body, přímky, křivky a mnohoúhelníky.

## Výhody
Vektorová grafika má proti rastrové grafice některé výhody:
- Je v ní možné libovolné zmenšování nebo zvětšování obrázku beze ztráty kvality (viz ukázka v úvodu článku).
- Je možné pracovat s každým objektem v obrázku odděleně.
- Výsledná paměťová náročnost obrázku je u jednolitých barevných obrázků menší, než při použití rastrového zápisu (Např. černé kolečko se zapíše jako kruh o daném poloměru vyplněný černou barvou – tedy 3 informace, zatímco u bitmapy by bylo zapotřebí definovat každý pixel zvlášť, přitom pořád dokola téměř stejnou informací – pixel barvy #000000 o souřadnici [x,y], pixel barvy #000000 o souřadnici [x+1,y], pixel barvy #000000 o souřadnici [x+2,y], atd.).

## Nevýhody
- Oproti rastrové grafice zpravidla složitější pořízení obrázku. V rastrové grafice lze obrázek snadno pořídit pomocí fotoaparátu nebo skeneru.
- Překročí-li složitost grafického objektu určitou mez, začne být vektorová grafika náročnější na operační paměť a procesor než grafika bitmapová (rastrová).
- Nehodí se na zápis složitých barevných ploch, například fotografie.

## Použití
Vektorová grafika se používá zejména pro počítačovou sazbu, tvorbu ilustrací, diagramů, logotypů a na webových stránkách. Pro práci s vektorovou grafikou se používají vektorové editory (např. Adobe Illustrator, CorelDRAW, Inkscape nebo Zoner Callisto 5).

## Bézierova křivka

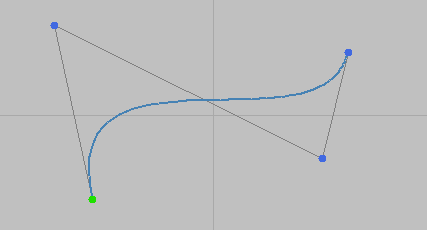
Bézierova křivka

Bézierova křivka ve vektorovém formátu SVG

Teoretickým základem vektorové grafiky je analytická geometrie. Obrázek není složen z jednotlivých bodů, ale z křivek – vektorů. Křivky spojují jednotlivé kotevní body a mohou mít definovanou výplň (barevná plocha nebo barevný přechod). Tyto čáry se nazývají Bézierovy křivky.
Francouzský matematik Pierre Bézier vyvinul metodu, díky které je schopen popsat pomocí čtyř bodů libovolný úsek křivky. Křivka je popsána pomocí dvou krajních bodů (tzv. kotevní body) a dvou bodů, které určují tvar křivky (tzv. kontrolní body). Spojnice mezi kontrolním bodem a kotevním bodem je tečnou k výsledné křivce.

## Formáty vektorové grafiky
- .eps, .ps – PostScript
- .pdf – Portable Document Format
- .ai – Adobe Illustrator Artwork
- .cdr – Corel Draw
- .svg – Scalable Vector Graphics
- .zmf – Zoner Callisto